# Луций Фурий (трибун)
Луций Фурий (на латински: Lucius Furius) e политик на Римската република от края на 4 век пр.н.е. Произлиза от плебейската фамилия Фурии.
През 308 пр.н.е. или 307 пр.н.е. той е народен трибун. През 307 пр.н.е. е в опозиция на цензора от 312 пр.н.е. Апий Клавдий Цек.